# Загадкова шкіра
«Загадкова шкіра» (англ. Mysterious Skin) — восьмий фільм американського незалежного кінорежисера Грегга Аракі, екранізація однойменного роману Скотта Хейма. Історія двох дев'ятнадцятирічних хлопців, які пережили в дитинстві сексуальне розтління. Прем'єра картини відбулася 3 вересня 2004 року в рамках Венеційського кінофестивалю.

## Сюжет
Два вісімнадцятирічні хлопці зустрічаються, щоб пригадати обставини сексуального насильства, вчиненого над ними тренером дитячої футбольної команди, коли їм було вісім років. Суб'єктивне сприйняття скоєного з героями стає головним об'єктом режисерського інтересу: в свідомості одного з хлопців насильник перетворюється на образ ідеального коханця, а інший в своїй уяві відтворює події як історію загадкового викрадення інопланетянами.

## У ролях
- Джозеф Гордон-Левітт — Ніл Маккормік
  - Чейз Еллісон — восьмирічний Ніл
- Бреді Корбет — Брайан Лекі
  - Джордж Вебстер — восьмирічний Брайан
- Мішель Трахтенберг — Венді
  - Райлі МакГуайр — одинадцятирічна Венді
- Джеффрі Лікон — Ерік
- Мері Лінн Райскаб — Евелін Фрізен
- Білл Сейдж — тренер
- Елізабет Шу — місіс Маккормік
- Кріс Малкі — містер Лекі

## Нагороди
- Кінофестиваль у Бергені (2004)
  - Приз журі: Грегг Аракі
- Роттердамський кінофестиваль (2005)
  - Приз молодіжного журі MovieZone
- Кінофестиваль у Сіетлі (2005)
  - Кращий режисер: Грегг Аракі
  - Кращий актор: Джозеф Гордон-Левітт

## Цікаві факти
- На момент зйомок фільму, головним виконавцям ролей Джозефу Гордону-Левітту і Бреді Корбету було 22 і 15 років відповідно.
- Рекламне гасло: «Два хлопчики. Один не може згадати. Інший не може забути.» (Two boys. One can't remember. The other can't forget.)
- Режисер Грегг Аракі власноруч монтував картину на своєму комп'ютері Macintosh[5].
- В одній зі сцен герої «Загадкової шкіри» Брайан і Ерік дивляться на відео фільм жахів «Мрець по сусідству» (The Dead Next Door).